# Dietrich von Herrath
Dietrich von Herrath (* 10. März 1940) ist ein deutscher Arzt und Publizist.

## Werdegang
Er ist der Sohn des Anatomen Ernst von Herrath und Bruder des Immunologen Matthias von Herrath.
Dietrich von Herrath besuchte die Volksschule in Rodheim-Bieber und das Gymnasium in Gießen. Er studierte von 1961 bis 1967 Humanmedizin an der Universität München und an der FU Berlin. Er promovierte 1968 bei H. Coper und H. Herke am Institut für Pharmakologie der FU Berlin zum Dr. med. Von 1969 bis 1974 absolvierte er eine Ausbildung zum Internisten bei M. Schwab und H. Freiherr von Kress am Klinikum Steglitz der FU Berlin und wechselte 1974 als Oberarzt an die 2. Medizinischen Abteilung des St. Joseph-Krankenhauses in Berlin-Tempelhof. Dort blieb er als nephrologischer Oberarzt bis zu seiner Pensionierung im Jahre 2005.
Seit seiner Gründung im Jahre 1967 ist Dietrich von Herrath Mitglied der Redaktion der medizinischen Zeitschrift Der Arzneimittelbrief. Diese erste unabhängige deutschsprachige Zeitung zu Arzneimitteltherapie wurde von Herbert Herxheimer, M.Schwab und H.W. Spier 1967 gegründet. Gemeinsam mit dem Internisten Walter Thimme übernahm von Herrath 1985 die Herausgeberschaft. Außerdem war er 2005 Mitbegründer der unabhängigen Verbraucherzeitschrift Gute Pillen – Schlechte Pillen.
Von Herrath ist Träger der Verdienstmedaille des Verdienstordens der Bundesrepublik Deutschland.